# Єрмолаєвка (Аургазинський район)
Єрмола́євка (рос. Ермолаевка, башк. Ермолаевка) — присілок у складі Аургазинського району Башкортостану, Росія. Входить до складу Чуваш-Карамалинської сільської ради.
Населення — 3 особи (2010; 5 в 2002).
Національний склад:
- чуваші — 100%